# Eispickel (Bar)

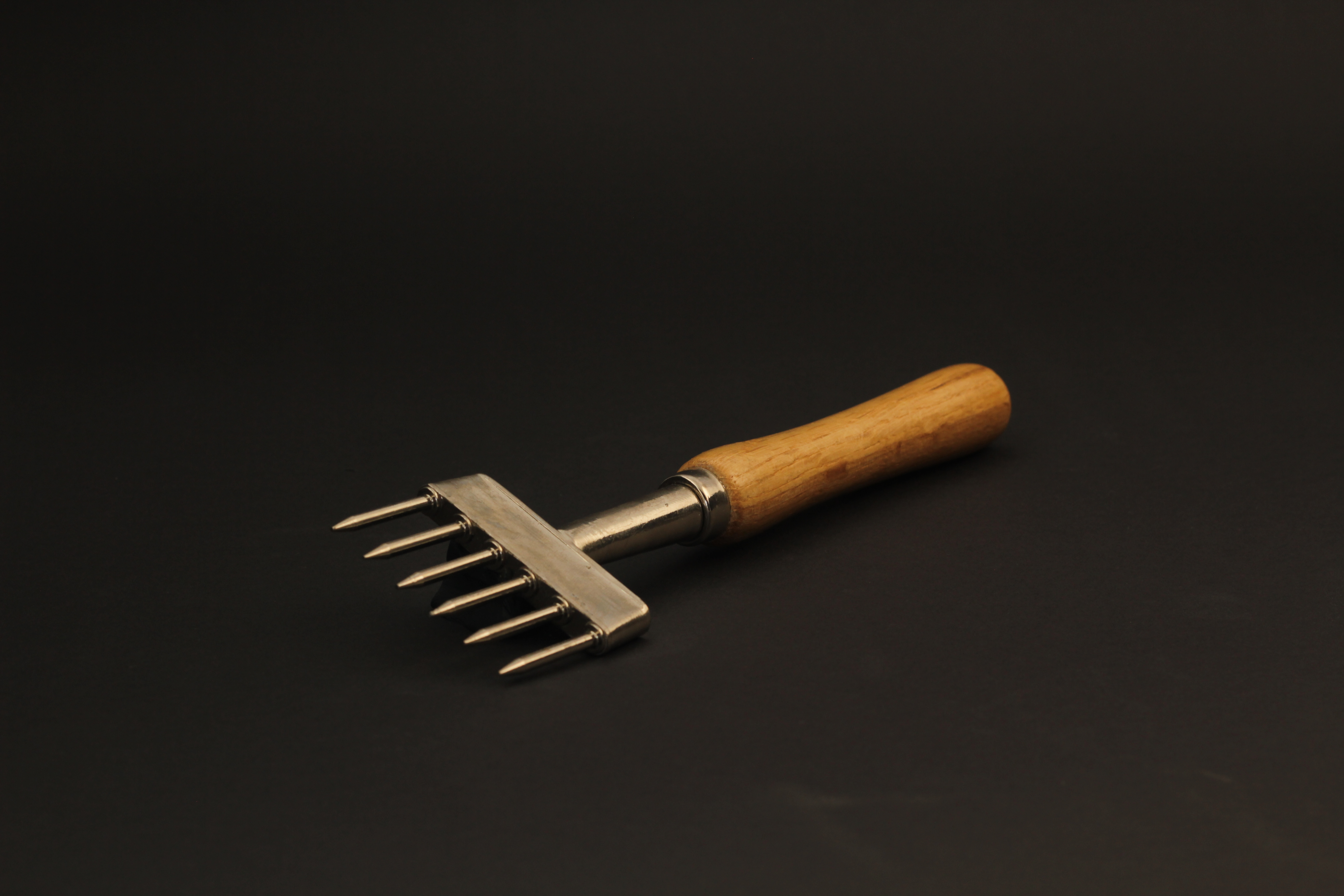
Bar-Eispickel mit mehreren Zinken

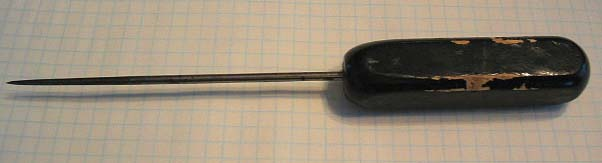
Spießförmiger Bar-Eispickel

Ein Eispickel (engl. ice pick, deutsch auch Bar-Eispickel, Eispicker oder Eiszerkleinerer, sehr selten Eisstecher oder eingedeutscht Eispick, bei entsprechender Bauform auch Eishammer) ist ein Küchenwerkzeug und Barwerkzeug. Er dient dazu, Eisstücke zu zerkleinern oder von einem größeren Eisblock (Stangeneis) zu lösen, außerdem können zusammengefrorene Eiswürfel oder verklumptes Crushed Ice damit getrennt werden.

## Begriff
Im Deutschen besteht eine Namensgleichheit mit Eispickel im Sinne der englischen ice axe als Ausrüstung von Bergsteigern, während der Bar-Eispickel im Englischen als ice pick bezeichnet wird. Als Eispicker (alternativ Eiskrallen) werden auch Eisrettungssysteme bezeichnet, mit denen sich Fußgänger selbst aus einem Einbruch in ein zugefrorenes Gewässer befreien können. Im Gastronomiebedarf werden Eispickel verschiedener Bauform meist unter der Bezeichnung Eispickel verkauft, gelegentlich aber auch als Eiszerkleinerer bezeichnet, wobei aber auch handbetriebene Eismühlen oder elektrische Eiscrusher gemeint sein können. Ein Mixbuch von 1919 nannte die Werkzeuge Eispocher: „Das Zerkleinern des Eises geschieht entweder durch Mahlen in der Eismühle, durch Stampfen im Mörser, durch Stoßen mit dem Eispocher oder einer starken Pfriemnadel oder auch durch Schlagen in einem Sacke. Die letzte Art ist für Eis, das zu Getränken verwendet wird, nicht zu empfehlen, da leicht Sackfasern in das Eis gelangen können.“ In der Fachliteratur der Gegenwart heißen die Werkzeuge Eispickel, je nach Bauform auch Eishammer.

## Bauformen und Verwendung
Größere Eispickel haben einen Metallabschluss am oberen Griffende, der als Aufsatz ähnlich wie ein Zimmermanns-Hammer geformt ist, das heißt mit einer flachen und einer spitzen Seite. Diese Bauform ähnelt den Eisäxten der Bergsteiger. Früher wurden solche Eispickel vor allem dazu verwendet, um angeliefertes Stangeneis zu zerteilen, das zur Kühlung eingesetzt wurde, bevor elektrisch betriebene Kühlgeräte sich durchgesetzt hatten. Es gibt sie aber auch in kleiner Form zur Verwendung in Bars und im Haushalt, um damit größere Eisblöcke zu zerteilen oder um Eisstückchen für die Zubereitung von Cocktails zu gewinnen.
Einfache Eispickel für den Haushalts- und Barbedarf bestehen aus einem Dorn mit Griff und ähneln insofern einer Ahle oder einem Spitzeisen. Auch sie eignen sich dazu, größere Eisblöcke zu zerteilen. Dazu wird der Eisblock entlang einer gedachten geraden Linie zunächst mehrfach „angepickt“, indem man lauter kleine Löcher hineintreibt, bis sich eine Rille ergibt, entlang derer das Eis schließlich bei wiederholter Bearbeitung in zwei Stücke zerspringt. Um das Eis zu spalten, kann man sich zusätzlich mit einem kleinen Holzstück oder einem Hammer behelfen und leicht auf den Griff schlagen, verwendet den Eispickel also dann ähnlich wie einen Spitzmeißel. Darüber hinaus eignet sich ein Eispickel, um zusammengefrorene Eiswürfel trennen. Dies ist von Bedeutung, wenn das Eis „doppelt gefrostet“ wurde, das heißt, wenn es nach der Entnahme aus der Eismaschine – die Temperatur liegt dann regelmäßig nur knapp unter dem Gefrierpunkt – nochmals tiefgefroren wurde, um es zu lagern oder um einen Drink „on the rocks“ länger zu kühlen. Auch Crushed Ice, das bei der Verarbeitung in einem Eiscrusher sofort antaut, wird, wenn es nicht gleich verarbeitet wird, wieder eingefroren und klumpt zusammen. Ebenso muss fertig gekauftes Crushed Ice mit Hilfe eines Eiszerkleinerers gelockert werden, um es verarbeiten zu können.
Eine weitere Form sind Eispickel mit mehreren spitzen Zinken, die an eine Gabel erinnern. Mit ihnen können gleichzeitig mehrere Löcher auf einmal entlang der beabsichtigten Trennlinie eines Eisblockes geschlagen werden, sie eignen sich aber auch besonders gut zum Auflockern von Crushed Ice.
In japanischen Bars wurde es in den 1990er Jahren populär, aus größeren, mit einem Eispickel aus einem Eisblock gewonnenen Rohlingen besondere Formen wie Kugeln, Diamanten oder Figuren zu schnitzen (sog. ice carving), die dann im Gästeglas den fertigen Cocktail kühlen. Auch zur Herstellung von Eisskulpturen werden Eispickel verschiedener Bauart verwendet.

## Eispickel als Mordinstrument
Abe Reles, Killer der Murder, Inc., soll einen Eispickel in Meißelform verwendet haben, um durch einen Stich durch das Trommelfell eine Gehirnblutung des Opfers vorzutäuschen und damit seine Morde zu verschleiern.
Der Bar-Eispickel als Mordwerkzeug erlangte durch den Film Basic Instinct aus dem Jahr 1992 mit Sharon Stone größere Bekanntheit. In Haruki Murakamis 2009 erschienenem Roman 1Q84 verwendet die Protagonistin Aomame ebenfalls einen Eispickel als Mordwaffe. Ebenfalls wird im Film Bullitt der Eispickel als Mordwerkzeug verwendet.
Auch im Horrorfilm The Descent wird ein Eispickel als Stichwaffe verwendet sowie im Agentenfilm Atomic Blonde.
Nicht zu verwechseln ist diese Form des Eispickels mit dem gleichnamigen Kletterwerkzeug, welches insbesondere zur Ermordung von Leo Trotzki verwendet wurde. Gerade in diesem Zusammenhang findet sich auch im Englischen oft dieselbe Bezeichnung für beide Instrumente (ice-pick).